# 王閏
王闰，元朝东平须城人。
其父原来很富有，年老之后，都花费光了，不甘粗茶淡饭，每顿饭必需有鱼肉，王闰早晚辛苦去市场，设法供给不使缺少。其父性情乖戾，王闰左右承顺，甚得其父欢心，乡里称道。其父因病卧床，夜中在室内燃长明灯，火烧到篱壁间。王闰听到火声，惊起相救，火已经很大，烟焰遮蔽寝门。王闰冲入火中，解衣蒙着父亲，抱他出来，自己肌体灼烂，而其父不怎么受伤。他的一个女儿没有救过来，于是被烧死了。中统二年（1261年），免除他的徭役。